# 1. ŽNL Osječko-baranjska 2011./12.
Prvenstvo je osvojio NK Zrinski Jurjevac Punitovački i izborio plasman u Međužupanijsku nogometnu ligu Osijek – Vinkovci. Iz lige je u 2. ŽNL Osječko-baranjsku ispao NK Đurđenovac.

## Tablica
| Mj. | Klub                            | Sus. | Pobj. | Nerj. | Por. | GR.   | Bod. |
| --- | ------------------------------- | ---- | ----- | ----- | ---- | ----- | ---- |
| 1.  | NK Zrinski Jurjevac Punitovački | 30   | 25    | 2     | 3    | 72:23 | 77   |
| 2.  | NK Vihor Jelisavac              | 30   | 22    | 4     | 4    | 93:28 | 70   |
| 3.  | NK Borac Kneževi Vinogradi      | 30   | 20    | 4     | 6    | 76:30 | 64   |
| 4.  | NK Slavonac Tenja               | 30   | 16    | 4     | 10   | 72:54 | 52   |
| 5.  | HNK Radnički Mece               | 30   | 15    | 5     | 10   | 58:43 | 50   |
| 6.  | NK Viljevo                      | 30   | 12    | 7     | 11   | 37:38 | 43   |
| 7.  | NK Darda                        | 30   | 10    | 10    | 10   | 63:62 | 40   |
| 8.  | NK BSK Termia Bizovac           | 30   | 12    | 4     | 14   | 54:64 | 40   |
| 9.  | NK Kešinci                      | 30   | 12    | 4     | 14   | 50:69 | 40   |
| 10. | NK Vitez '92 Antunovac          | 30   | 11    | 5     | 14   | 47:48 | 38   |
| 11. | NK Lila                         | 30   | 9     | 7     | 14   | 50:61 | 34   |
| 12. | NK Mladost Črnkovci             | 30   | 7     | 10    | 13   | 33:50 | 31   |
| 13. | HNK Bilje                       | 30   | 9     | 4     | 17   | 40:62 | 31   |
| 14. | NK Mladost Đakovačka Satnica    | 30   | 8     | 3     | 19   | 34:53 | 27   |
| 15. | NK Omladinac Petrijevci         | 30   | 8     | 3     | 19   | 44:82 | 27   |
| 16. | NK Đurđenovac                   | 30   | 6     | 0     | 24   | 31:87 | 18   |

## Rezultati
| HNK Bilje – NK Zrinski Jurjevac Punitovački 0:1 NK Vitez '92 Antunovac – NK Kešinci 0:2 NK Vihor Jelisavac – NK Đurđenovac 3:0 NK Darda – NK Mladost Črnkovci 2:1 NK Omladinac Petrijevci – HNK Radnički Mece 2:5 NK Lila – NK Slavonac Tenja 1:0 NK Viljevo – NK Borac Kneževi Vinogradi 1:5 NK BSK Termia Bizovac – NK Mladost Đakovačka Satnica 2:0 | NK BSK Termia Bizovac – NK Viljevo 2:1 NK Borac Kneževi Vinogradi – NK Lila 2:2 NK Slavonac Tenja – NK Omladinac Petrijevci 8:2 HNK Radnički Mece – NK Darda 3:0 NK Mladost Črnkovci – NK Vihor Jelisavac 3:3 NK Đurđenovac – NK Vitez '92 Antunovac 0:1 NK Kešinci – HNK Bilje 1:0 NK Mladost Đakovačka Satnica – NK Zrinski Jurjevac Punitovački 0:1 | NK Lila – NK BSK Termia Bizovac 2:3 NK Omladinac Petrijevci – NK Borac Kneževi Vinogradi 0:5 NK Darda – NK Slavonac Tenja 6:5 NK Vihor Jelisavac – HNK Radnički Mece 2:0 NK Vitez '92 Antunovac – NK Mladost Črnkovci 1:1 HNK Bilje – NK Đurđenovac 2:0 NK Zrinski Jurjevac Punitovački – NK Kešinci 6:1 NK Viljevo – NK Mladost Đakovačka Satnica 1:0 |
| NK BSK Termia Bizovac – NK Omladinac Petrijevci 1:0 NK Viljevo – NK Lila 3:1 NK Borac Kneževi Vinogradi – NK Darda 1:0 NK Slavonac Tenja – NK Vihor Jelisavac 0:2 HNK Radnički Mece – NK Vitez '92 Antunovac 2:1 NK Mladost Črnkovci – HNK Bilje 5:0 NK Đurđenovac – NK Zrinski Jurjevac Punitovački 0:2 NK Mladost Đakovačka Satnica – NK Kešinci 2:1 | NK Darda – NK BSK Termia Bizovac 2:2 NK Omladinac Petrijevci – NK Viljevo 0:1 NK Vihor Jelisavac – NK Borac Kneževi Vinogradi 3:1 NK Vitez '92 Antunovac – NK Slavonac Tenja 7:2 HNK Bilje – HNK Radnički Mece 1:1 NK Zrinski Jurjevac Punitovački – NK Mladost Črnkovci 4:2 NK Kešinci – NK Đurđenovac 4:0 NK Lila – NK Mladost Đakovačka Satnica 2:1 | NK BSK Termia Bizovac – NK Vihor Jelisavac 3:2 NK Viljevo – NK Darda 6:0 NK Lila – NK Omladinac Petrijevci 3:1 NK Borac Kneževi Vinogradi – NK Vitez '92 Antunovac 2:2 NK Slavonac Tenja – HNK Bilje 1:0 HNK Radnički Mece – NK Zrinski Jurjevac Punitovački 0:1 NK Mladost Črnkovci – NK Kešinci 1:1 NK Mladost Đakovačka Satnica – NK Đurđenovac 1:0 |
| NK Vitez '92 Antunovac – NK BSK Termia Bizovac 2:1 NK Vihor Jelisavac – NK Viljevo 1:0 NK Darda – NK Lila 4:2 HNK Bilje – NK Borac Kneževi Vinogradi 1:4 NK Zrinski Jurjevac Punitovački – NK Slavonac Tenja 4:0 NK Kešinci – HNK Radnički Mece 2:1 NK Đurđenovac – NK Mladost Črnkovci 0:1 NK Omladinac Petrijevci – NK Mladost Đakovačka Satnica 4:0 | NK BSK Termia Bizovac – HNK Bilje 3:1 NK Viljevo – NK Vitez '92 Antunovac 1:0 NK Lila – NK Vihor Jelisavac 0:0 NK Omladinac Petrijevci – NK Darda 1:1 NK Borac Kneževi Vinogradi – NK Zrinski Jurjevac Punitovački 1:1 NK Slavonac Tenja – NK Kešinci 4:0 HNK Radnički Mece – NK Đurđenovac 4:1 NK Mladost Đakovačka Satnica – NK Mladost Črnkovci 1:2 | NK Zrinski Jurjevac Punitovački – NK BSK Termia Bizovac 2:1 HNK Bilje – NK Viljevo 1:0 NK Vitez '92 Antunovac – NK Lila 2:1 NK Vihor Jelisavac – NK Omladinac Petrijevci 5:1 NK Kešinci – NK Borac Kneževi Vinogradi 2:1 NK Đurđenovac – NK Slavonac Tenja 1:4 NK Mladost Črnkovci – HNK Radnički Mece 1:0 NK Darda – NK Mladost Đakovačka Satnica 1:1 |
| NK BSK Termia Bizovac – NK Kešinci 3:1 NK Viljevo – NK Zrinski Jurjevac Punitovački 1:0 NK Lila – HNK Bilje 7:0 NK Omladinac Petrijevci – NK Vitez '92 Antunovac 1:2 NK Darda – NK Vihor Jelisavac 3:3 NK Borac Kneževi Vinogradi – NK Đurđenovac 4:0 NK Slavonac Tenja – NK Mladost Črnkovci 3:2 NK Mladost Đakovačka Satnica – HNK Radnički Mece 0:0 | NK Đurđenovac – NK BSK Termia Bizovac 2:5 NK Kešinci – NK Viljevo 3:0 NK Zrinski Jurjevac Punitovački – NK Lila 3:0 HNK Bilje – NK Omladinac Petrijevci 1:2 NK Vitez '92 Antunovac – NK Darda 1:2 NK Mladost Črnkovci – NK Borac Kneževi Vinogradi 1:0 HNK Radnički Mece – NK Slavonac Tenja 1:1 NK Vihor Jelisavac – NK Mladost Đakovačka Satnica 3:1 | NK BSK Termia Bizovac – NK Mladost Črnkovci 1:1 NK Viljevo – NK Đurđenovac 3:0 NK Lila – NK Kešinci 3:1 NK Omladinac Petrijevci – NK Zrinski Jurjevac Punitovački 1:5 NK Darda – HNK Bilje 4:2 NK Vihor Jelisavac – NK Vitez '92 Antunovac 5:0 NK Borac Kneževi Vinogradi – HNK Radnički Mece 1:2 NK Mladost Đakovačka Satnica – NK Slavonac Tenja 1:3 |
| HNK Radnički Mece – NK BSK Termia Bizovac 1:0 NK Mladost Črnkovci – NK Viljevo 1:1 NK Đurđenovac – NK Lila 2:1 NK Kešinci – NK Omladinac Petrijevci 2:2 NK Zrinski Jurjevac Punitovački – NK Darda 2:0 HNK Bilje – NK Vihor Jelisavac 1:1 NK Slavonac Tenja – NK Borac Kneževi Vinogradi 2:1 NK Vitez '92 Antunovac – NK Mladost Đakovačka Satnica 2:3 | NK BSK Termia Bizovac – NK Slavonac Tenja 0:2 NK Viljevo – HNK Radnički Mece 1:0 NK Lila – NK Mladost Črnkovci 3:0 NK Omladinac Petrijevci – NK Đurđenovac 2:1 NK Darda – NK Kešinci 9:1 NK Vihor Jelisavac – NK Zrinski Jurjevac Punitovački 2:0 NK Vitez '92 Antunovac – HNK Bilje 4:0 NK Mladost Đakovačka Satnica – NK Borac Kneževi Vinogradi 1:2 | NK Borac Kneževi Vinogradi – NK BSK Termia Bizovac 5:2 NK Slavonac Tenja – NK Viljevo 3:0 HNK Radnički Mece – NK Lila 1:0 NK Mladost Črnkovci – NK Omladinac Petrijevci 2:1 NK Đurđenovac – NK Darda 3:2 NK Kešinci – NK Vihor Jelisavac 0:2 NK Zrinski Jurjevac Punitovački – NK Vitez '92 Antunovac 2:1 HNK Bilje – NK Mladost Đakovačka Satnica 0:1 |
| NK Zrinski Jurjevac Punitovački – HNK Bilje 4:0 NK Kešinci – NK Vitez '92 Antunovac 2:0 NK Đurđenovac – NK Vihor Jelisavac 0:4 NK Mladost Črnkovci – NK Darda 1:1 HNK Radnički Mece – NK Omladinac Petrijevci 3:1 NK Slavonac Tenja – NK Lila 4:1 NK Borac Kneževi Vinogradi – NK Viljevo 2:0 NK Mladost Đakovačka Satnica – NK BSK Termia Bizovac 0:1 | NK Viljevo – NK BSK Termia Bizovac 1:0 NK Lila – NK Borac Kneževi Vinogradi 0:3 NK Omladinac Petrijevci – NK Slavonac Tenja 1:0 NK Darda – HNK Radnički Mece 1:0 NK Vihor Jelisavac – NK Mladost Črnkovci 6:0 NK Vitez '92 Antunovac – NK Đurđenovac 3:0 HNK Bilje – NK Kešinci 2:0 NK Zrinski Jurjevac Punitovački – NK Mladost Đakovačka Satnica 4:3 | NK BSK Termia Bizovac – NK Lila 1:3 NK Borac Kneževi Vinogradi – NK Omladinac Petrijevci 6:0 NK Slavonac Tenja – NK Darda 2:2 HNK Radnički Mece – NK Vihor Jelisavac 1:0 NK Mladost Črnkovci – NK Vitez '92 Antunovac 0:3 NK Đurđenovac – HNK Bilje 1:5 NK Kešinci – NK Zrinski Jurjevac Punitovački 0:1 NK Mladost Đakovačka Satnica – NK Viljevo 0:1 |
| NK Omladinac Petrijevci – NK BSK Termia Bizovac 1:2 NK Lila – NK Viljevo 1:1 NK Darda – NK Borac Kneževi Vinogradi 2:4 NK Vihor Jelisavac – NK Slavonac Tenja 3:0 NK Vitez '92 Antunovac – HNK Radnički Mece 1:1 HNK Bilje – NK Mladost Črnkovci 1:0 NK Zrinski Jurjevac Punitovački – NK Đurđenovac 2:0 NK Kešinci – NK Mladost Đakovačka Satnica 2:1 | NK BSK Termia Bizovac – NK Darda 1:4 NK Viljevo – NK Omladinac Petrijevci 1:1 NK Borac Kneževi Vinogradi – NK Vihor Jelisavac 1:0 NK Slavonac Tenja – NK Vitez '92 Antunovac 2:0 HNK Radnički Mece – HNK Bilje 2:4 NK Mladost Črnkovci – NK Zrinski Jurjevac Punitovački 1:2 NK Đurđenovac – NK Kešinci 2:1 NK Mladost Đakovačka Satnica – NK Lila 3:2 | NK Vihor Jelisavac – NK BSK Termia Bizovac 4:1 NK Darda – NK Viljevo 1:1 NK Omladinac Petrijevci – NK Lila 1:2 NK Vitez '92 Antunovac – NK Borac Kneževi Vinogradi 1:2 HNK Bilje – NK Slavonac Tenja 1:0 NK Zrinski Jurjevac Punitovački – HNK Radnički Mece 5:2 NK Kešinci – NK Mladost Črnkovci 3:2 NK Đurđenovac – NK Mladost Đakovačka Satnica 3:1 |
| NK BSK Termia Bizovac – NK Vitez '92 Antunovac 1:3 NK Viljevo – NK Vihor Jelisavac 1:2 NK Lila – NK Darda 2:2 NK Borac Kneževi Vinogradi – HNK Bilje 2:1 NK Slavonac Tenja – NK Zrinski Jurjevac Punitovački 3:2 HNK Radnički Mece – NK Kešinci 2:0 NK Mladost Črnkovci – NK Đurđenovac 0:2 NK Mladost Đakovačka Satnica – NK Omladinac Petrijevci 2:3 | HNK Bilje – NK BSK Termia Bizovac 1:1 NK Vitez '92 Antunovac – NK Viljevo 3:1 NK Vihor Jelisavac – NK Lila 5:0 NK Darda – NK Omladinac Petrijevci 7:2 NK Zrinski Jurjevac Punitovački – NK Borac Kneževi Vinogradi 1:0 NK Kešinci – NK Slavonac Tenja 2:2 NK Đurđenovac – HNK Radnički Mece 3:5 NK Mladost Črnkovci – NK Mladost Đakovačka Satnica 2:1 | NK BSK Termia Bizovac – NK Zrinski Jurjevac Punitovački 0:4 NK Viljevo – HNK Bilje 1:0 NK Lila – NK Vitez '92 Antunovac 1:1 NK Omladinac Petrijevci – NK Vihor Jelisavac 0:4 NK Borac Kneževi Vinogradi – NK Kešinci 5:0 NK Slavonac Tenja – NK Đurđenovac 9:4 HNK Radnički Mece – NK Mladost Črnkovci 4:0 NK Mladost Đakovačka Satnica – NK Darda 1:0 |
| NK Kešinci – NK BSK Termia Bizovac 4:3 NK Zrinski Jurjevac Punitovački – NK Viljevo 2:2 HNK Bilje – NK Lila 5:1 NK Vitez '92 Antunovac – NK Omladinac Petrijevci 2:1 NK Vihor Jelisavac – NK Darda 7:2 NK Đurđenovac – NK Borac Kneževi Vinogradi 0:1 NK Mladost Črnkovci – NK Slavonac Tenja 1:1 HNK Radnički Mece – NK Mladost Đakovačka Satnica 4:2 | NK BSK Termia Bizovac – NK Đurđenovac 7:1 NK Viljevo – NK Kešinci 2:2 NK Lila – NK Zrinski Jurjevac Punitovački 0:1 NK Omladinac Petrijevci – HNK Bilje 4:1 NK Darda – NK Vitez '92 Antunovac 1:1 NK Borac Kneževi Vinogradi – NK Mladost Črnkovci 1:0 NK Slavonac Tenja – HNK Radnički Mece 2:0 NK Mladost Đakovačka Satnica – NK Vihor Jelisavac 1:3 | NK Mladost Črnkovci – NK BSK Termia Bizovac 1:1 NK Đurđenovac – NK Viljevo 0:2 NK Kešinci – NK Lila 6:1 NK Zrinski Jurjevac Punitovački – NK Omladinac Petrijevci 4:1 HNK Bilje – NK Darda 2:2 NK Vitez '92 Antunovac – NK Vihor Jelisavac 2:3 HNK Radnički Mece – NK Borac Kneževi Vinogradi 2:3 NK Slavonac Tenja – NK Mladost Đakovačka Satnica 2:1 |
| NK BSK Termia Bizovac – HNK Radnički Mece 3:4 NK Viljevo – NK Mladost Črnkovci 0:0 NK Lila – NK Đurđenovac 4:1 NK Omladinac Petrijevci – NK Kešinci 4:3 NK Darda – NK Zrinski Jurjevac Punitovački 0:1 NK Vihor Jelisavac – HNK Bilje 6:2 NK Borac Kneževi Vinogradi – NK Slavonac Tenja 3:2 NK Mladost Đakovačka Satnica – NK Vitez '92 Antunovac 2:0 | NK Slavonac Tenja – NK BSK Termia Bizovac 2:3 HNK Radnički Mece – NK Viljevo 4:1 NK Mladost Črnkovci – NK Lila 1:1 NK Đurđenovac – NK Omladinac Petrijevci 3:2 NK Kešinci – NK Darda 2:0 NK Zrinski Jurjevac Punitovački – NK Vihor Jelisavac 3:1 HNK Bilje – NK Vitez '92 Antunovac 4:1 NK Borac Kneževi Vinogradi – NK Mladost Đakovačka Satnica 1:1 | NK BSK Termia Bizovac – NK Borac Kneževi Vinogradi 0:7 NK Viljevo – NK Slavonac Tenja 2:3 NK Lila – HNK Radnički Mece 3:3 NK Omladinac Petrijevci – NK Mladost Črnkovci 2:0 NK Darda – NK Đurđenovac 2:1 NK Vihor Jelisavac – NK Kešinci 8:1 NK Vitez '92 Antunovac – NK Zrinski Jurjevac Punitovački 0:2 NK Mladost Đakovačka Satnica – HNK Bilje 2:1 |